# Pic de l’Hortell
Pic de l’Hortell – szczyt górski w Pirenejach Wschodnich. Administracyjnie położony jest w Andorze, w parafii Ordino. Wznosi się na wysokość 2562 m n.p.m.
Na zachód od Pic de l’Hortell usytuowany jest szczyt Pic d’Arcalis (2776 m n.p.m.), natomiast od północy i północnego wschodu rozlega się dolina potoku Valira del Nord.